# Prigionieri dell'eternità
Prigionieri dell'eternità è un film del 1957 diretto da Leslie Kardos ed interpretato da Victor Jory, Ann Doran e Charlotte Austin. La sceneggiatura è stata scritta da Bernard Gordon sotto lo pseudonimo di Raymond T. Marcus.
Il film è stato distribuito nel 1957 in doppia programmazione con un altro film prodotto da Sam Katzman, Il segreto di Mora Tau.

## Trama
Al riformatorio femminile "La Salle" la nuova arrivata Anna Sherman passa la notte a piangere. Marge e Tracy cercano di farla smettere quando improvvisamente un urlo nella notte turba il sonno di tutte le giovani detenute. Il mattino seguente Marge conduce Anna in infermeria perché la giovane afferma di non riuscire a mangiare nulla. Su ordine della signora Ford, Anna viene ricoverata in infermeria mentre Marge, colpevole di aver mancato di rispetto al dottor Freneau, finisce in isolamento.
Mentre lavora insieme all'assistente sociale Carol Adams, Tracy la informa delle urla notturne e del fatto che ogni volta che si sentono al mattino dopo scoprono che una delle detenute è morta. Appreso che effettivamente durante la notte è deceduta una detenuta, Carol decide di dare un'occhiata al registro dei decessi degli ultimi anni. Sorpresa dal dottor Myer la donna si giustifica asserendo di voler realizzare una statistica circa il numero di decessi avvenuti tra le detenute. La signora Ford, giunta sul luogo, riprovera Carol per dare troppo ascolto alle fantasie delle recluse.
Mentre le detenute assistono alla proiezione di un film nel refettorio, Eric rapisce Anna dall'infermeria e la conduce nella vicina villa del dottor Murdock, dove l'uomo insieme agli altri membri della direzione del riformatorio - la signora Ford, Cooper, il dottor Freneau e il dottor Myer - esegue un esperimento sulla ragazza che causa la di lei morte ma ridona vitalità ad Eric. Per evitare che nascano domande circa il decesso della ragazza, il gruppo decide di farne sembrare la morte un suicidio per impiccagione.
Il giorno seguente Tracy comunica a Carol di non credere alla tesi del suicidio e la stessa dottoressa sembra non credervi. Più tardi, alla lettura dei risultati dell'autopsia Carol solleva appunto dei dubbi circa il suicidio di Anna affermando che la ragazza non si trovava in uno stato d'animo tale da uccidersi. Il dottor Murdock, pensando che Carol stia mettendo sotto accusa la disciplina del riformatorio, la interroga se, interrogando le detenute, ha mai riscontrato in loro casi di maltrattamenti. Dopo la risposta negativa di Carol, l'inchiesta viene chiusa e il decesso di Anna viene attribuito a suicidio per impiccagione.
Il dottor Jess Rogers, psichiatra al Dipartimento Statale di Sanità, presente anch'egli alla lettura dell'autopsia, vuole vederci chiaro sulla morte di Anna e sulla serie di altre morti avvenute nel riformatorio e si reca sul posto per indagare. Mentre aspetta il dottor Murdock nel suo studio, il dottor Rogers nota un quadro sopra al camino e parlando con Cooper afferma che sembra un Rembrandt autentico. Cooper allora afferma che è autentico e di averlo acquistato per soli cento dollari da un rigattiere ad Amsterdam nel 1850. Accortosi dell'errore, l'uomo cerca di correggersi dicendo di averlo acquistato nel 1950 ma Rogers sembra perplesso che un rigattiere in quegli anni non si fosse accorto di quale quadro stava vendendo. Murdock interviene allora nella discussione affermando che sopra il quadro di Rembrandt era stato dipinto un altro quadro da un altro artista e che solo casualmente si è scoperto quale prezioso tesoro si trovasse sotto di esso. Rogers informa poi Murdock che intende interrogare alcune recluse per appurare la verità dei fatti con l'aiuto della signorina Adams.
Interrogando le detenute Rogers e Carol apprendono che le stranezze sono cominciate da quando Murdock e gli altri sono diventati membri della direzione e riescono ad ottenere i nomi di undici detenute decedute in circostanze misteriose. Per impedire al dottor Rogers di consultare i certificati di morte, la signora Ford gli fa credere che sono andati distrutti in un incendio dell'archivio. Interrogando Marge, che è ancora in isolamento, i due scoprono che anche Anna si mise ad urlare la notte in cui morì, esattamente come tutte le altre detenute morte. Quando più tardi Rogers chiede a Murdock il permesso di eseguire un esame dei tessuti sulla salma di Anna per appurare se fosse già morta al momento dell'impiccagione, questi gli nega il permesso.
Rogers penetra di nascosto nell'obitorio del riformatorio per eseguire l'esame. Scoperta la cosa, lo staff del riformatorio si precipita nell'obitorio dove Rogers rivela loro che dagli esami ha appurato che Anna era ancora viva al momento dell'impiccagione. Più tardi, a Carol, Rogers rivela che l'esito dell'esame non poteva dire con certezza se Anna fosse viva e che personalmente ritiene che fosse già morta. Ripensando alla faccenda del Rembrandt, Rogers decide di andare a parlare con Cooper. L'uomo prima consiglia a Rogers di andare via dall'istituto insieme alla signorina Adams; poi lo informa che, aspettandosi di morire all'improvviso, ha scritto tutta la storia sua e di Murdock e che se dovessi succedergli qualcosa riceverà per posta istruzioni su come venire in possesso dello scritto. Più tardi, ad una riunione della direzione, Murdock comunica a Cooper la decisione del gruppo di non prolungare la sua esistenza perché si sta rivelando una possibile minaccia per tutti loro. Cooper accetta la decisione del gruppo e, prima di morire sotto i loro occhi, rivela loro di aver scritto tutto nel suo diario e di averlo poi nascosto.
Alcuni giorni dopo, il dottor Rogers riceve una lettera firmata da Cooper dove gli comunica che troverà il suo diario sotto una roccia vicino alla rupe e si reca sul posto dopo aver avvisato Carol di passare a prenderlo in auto se non sarà tornato entro un'ora. Informato del fatto, il dottor Murdock manda Eric sulle tracce di Rogers. Il dottore trova il diario di Cooper e viene poi aggredito da Eric, il quale però essendo affaticato e prossimo alla morte, cade dalla rupe e resta temporaneamente privo di conoscenza. Leggendo il diario, Rogers apprende che Cooper, Murdock e gli altri sono tutti nati nel 1700 e che attorno al 1780 si recarono a Parigi per lavorare col conte di Saint Germaine per trovare il modo di prolungare la vita all'infinito. Essi scoprirono che è possibile trasferire energia bioelettrica da un individuo ad un altro per prolungargli così temporaneamente l'esistenza.
Tornato al riformatorio, Eric entra nel dormitorio e tenta di rapire una detenuta da usare per prolungargli la vita. Tra le varie detenute intanto scoppia il panico. Carol dice a Tracy di chiudersi dentro il suo ufficio e poi tenta di lasciare il riformatorio per andare a prendere Rogers senza però riuscirci. Stanco di attentere Carol, Rogers nasconde il diario di Cooper e fa ritorno all'istituto. Nel frattempo Eric rapisce Marge e costringe il dottor Murdock ad effettuare il trattamento per prolungargli la vita. Dopo aver raccontato a Carol e a Tracy quanto scritto nel diario di Cooper, Rogers entra nella villa intenzionato a distruggere il laboratorio dove si conducono gli esperimenti. Scoperto da Eric, Rogers è costretto a nascondersi mentre il dottor Murdock ordina ai suoi colleghi di catturare e portargli sia la signorina Adams che il dottor Rogers. Prima di essere catturato Rogers fa però in tempo a chiudere il rubinetto dell'acqua e a togliere la luce nella villa.
Eric inquieto e nuovamente prossimo alla morte vorrebbe che la sua vita venisse nuovamente prolungata sacrificando Carol. Murdock finge di accettare cercando invece di prendere tempo finché Eric non muoia. Morto Eric, il dottore intende rendere Rogers simile a lui e agli altri e lo prepara per trasferirgli l'energia bioelettrica di Carol. Rogers rivela che è tutto inutile visto che ha annullato la soluzione elettrolitica nella quale è immersa Carol aggiungendovi del sale di sodio e che avendo chiuso l'acqua non sarà loro possibile riempire nuovamente la vasca. Furioso, Murdock manda Freneau in cantina a riaccendere la luce e a riaprire l'acqua. Nel frattempo le detenute, istigate da Tracy, si ribellano alle sorveglianti e si precipitano alla villa.
In cantina, Freneau cade dalle scale e la sua candela accesa provoca un violento incendio che in breve tempo si espande a tutta la villa. Liberatosi, Rogers ha una colluttazione con Murdock e poi se ne va via insieme a Carol. Il dottor Murdock e la signora Ford decidono di restare per completare gli appunti sul loro lavoro, presumibilmente morendo nell'incendio.

## Produzione
Scritto dallo sceneggiatore Bernard Gordon, che ha usato lo pseudonimo di Raymond T. Marcus.

## Distribuzione
Venne distribuito nei cinema statunitensi nel marzo 1957 dalla Columbia Pictures in doppia programmazione con il film Il segreto di Mora Tau.

## Accoglienza
The Encyclopedia of Science Fiction ha affermato che il film fonde il genere della delinquenza giovanile con l'horror fantascientifico, il che aiuta il film; inoltre ha affermato che la recitazione era credibile. Variety ha definito il film un'opera minore nel genere horror, adeguata a contenere la metà inferiore di una doppia programmazione.